# Regne de Yucatán
El Regne de Yucatan (en castellà: Reino de Yucatán) era una de les divisions administratives del virregnat de la Nova Espanya. Estava format per 3 províncies majors, que abastaven la província de Mérida, els actuals estats mexicans de Yucatán i Quintana Roo, així com per les províncies de Tabasco i Campeche, els actuals estats mexicans de Tabasco i Campeche.